# Kele Okereke
Kele Okereke, nacido con el nombre de Kelechukwu Rowland Okereke el 13 de octubre de 1981 en Liverpool es el vocalista y guitarrista del grupo inglés de Indie rock, Bloc Party.

## Antes y Durante Bloc Party
Él y Russell Lissack formaron Bloc Party (con nombres anteriores como Superheroes of BMX, The Angel Range y Union) y posteriormente reclutaron a Gordon Moakes y Matt Tong, como bajo y batería respectivamente. Okereke encontró a Lissack en 1998 en Essex, donde Lissack había crecido y donde Okereke asistió a la escuela. Después de encontrarse otra vez en el Festival de Reading de 1999, formaron la banda Union. En 2003 cambiaron el nombre de Union por Bloc Party. El junto con Gordon Moakes compone las canciones de sus producciones discográficas.

## Vida personal
Okereke, que es una persona tímida; considera más importante ser conocido por su música que por su imagen en los medios: “¿Por qué es importante saber lo que he desayunado?” inquirió a la revista Skyscraper a principios de 2005. “¿O con quién me acosté ayer? ¿O qué tennis o zapatos llevo? Si es relevante para entender mi música, entonces que lo sea. Pero si es simplemente para satisfacer la obsesión de los medios por una celebridad; entonces no, gracias. Yo no quiero jugar a ese juego". La mayor parte de una entrevista con New Musical Express en julio de 2005 se centró en su desacuerdo a la hora de ser entrevistado.En varias ocasiones culpó a los medios de colocar un énfasis deliberado en conflictos entre bandas y los integrantes de Bloc Party no quisieron tal publicidad, alegando que "El público que busca la pelea entre bandas está completamente equivocado". Él concluyó que "No tiene Fe" en las entrevistas, ya que en cada entrevista "Han retorcido y Manipulado" lo que dijo.
En el número de febrero de 2010 de la revista Butt concede una entrevista en la que habla públicamente por primera vez de su  orientación homosexual. Kele habla de su difícil salida del armario ante sus padres que son extremadamente Católicos, y enfatiza que el motivo por el que concede la entrevista no es otro que el de ofrecer, como miembro abiertamente gay de un grupo con éxito, un modelo positivo a los jóvenes homosexuales.

## Proyectos alternativos
En 2011 colaboro con Martin Solveig en la canción "Ready 2 Go" en la cual es el cantante.
En 2004 colaboró con The Chemical Brothers, cantando el tema "Believe" de su álbum Push the Button.
En 2010 anunció el lanzamiento de su primer álbum solista titulado The Boxer, que está disponible desde el 21 de junio. El disco fue grabado en Nueva York y contó con la producción de Hudson Mohawke y XXXchange.
En julio de 2014, anunció su segundo material discográfico, el cual lleva el nombre de “Trick” y estará disponible a partir del 13 de octubre de 2014.
El cantante describe este nuevo material como “más oscuro y sensual”

## Composición
Como compositor, el enfoque de Okereke es poco convencional. Sus letras son más del tipo de Michael Stipe de R.E.M.: ambos evitan la expresión directa de sus sentimientos y opiniones, prefiriendo hablar con un velo de alusión e imágenes enigmáticas. Helicopter, por ejemplo, es una canción que algunos creen que está dirigida a George W. Bush y a la Guerra en Irak. Ésta dice: “De norte a sur, vacía, corriendo en bravado... él intenta salvar el mundo, como su papá... (Los mismos errores), Algunas cosas nunca serán diferentes... ¿Esperas un milagro?” A esto Okereke replicó lo siguiente: "Helicopter no trata acerca de Bush; es una canción sobre despertar y darse cuenta de ciertas cosas. Espero que la gente cuando la escuche no tenga una visión crítica de la vida americana. Me preocupé realmente cuando leí en uno de nuestros foros de mensajes que había un Americano que había leído la letra de Helicopter y había llegado a la conclusión de que asegurábamos que el estilo europeo era el ideal... pero ni mucho menos. Los europeos tienen su propio universo de problemas. Yo personalmente he estado bastante retrasado creciendo en Europa, trato los asuntos sobre cosas que no están bien y digo lo que yo siento realmente". 
Además, Okereke criticó a Green Day en el NME por "Mover este sentimiento público de anti americanismo entre los jóvenes a través del mundo y han parecido ser los más vacíos en sus mensajes, y eso es algo que nosotros tratamos de evitar". Con respecto a los fanes de Green Day dijo "Están luchando para ver que estúpidos y transgresores jóvenes occidentales son,". Para cambiar esto, "El trataba de proporcionar una alternativa, y un oasis para niños privados del derecho de votación, haciendo algo diferente como una banda".